# Ángel Repáraz
Ángel Repáraz Andrés (Bilbao, 1948) es doctor en filología alemana y traductor español.

## Biografía
Estudió filología alemana en la Universidad Complutense y en la de Viena. De 1984 a 1987 fue lector oficial de la Universidad de Graz, Austria, con seminarios y clases sobre literatura española de los siglos XIX y XX e historia de España. En 1995 se doctoró en filología alemana en la Universidad de Valladolid con la tesis Modulaciones del cuento literario romántico: Novalis, Brentano, Tieck y Hoffmann.
Profesor de alemán en la enseñanza secundaria de diversos institutos de Madrid, de 2007 a 2009 fue a su vez profesor asociado de la Universidad Complutense, impartiendo docencia en la Sección departamental de Filología Alemana.

## Obra
Ha publicado más de cien estudios y ensayos en libros colectivos, revistas especializadas y prensa, como Archipiélago, Letra Internacional, El Catoblepas o El País. El ellos aborda cuestiones de recepción, transfer cultural y hermenéutica intercultural y autores y contextos alemanes, italianos e hispánicos de diversas épocas.
Como traductor literario y científico del alemán destacan sus versiones de varias novelas de Bernhard Schlink, así como sus traducciones de Carl Gustav Jung, Hans Magnus Enzensberger, Alfonso de Toro y de diversos libros de arte.

### Traducciones (selección)
- Peter Dahl, “Detrás de tu aparato de radio está el enemigo de clase (movimiento de radios obreras en la República de Weimar)”, en: Lluís Bassets (ed.), De las ondas rojas a las radios libres. Textos para la historia de la radio, Barcelona: Gustavo Gili, 1981, pp. 19-47.
- Günter Hugo Magnus, Manual para dibujantes e ilustradores [DuMonts Handbuch für Grafiker], Barcelona: Gustavo Gili, 1982, 257 pp, 2ª edición corregida y ampliada 1987, 287 pp.
- Josef Müller-Brockmann, Sistemas de retículas. Un manual para diseñadores gráficos [Rastersysteme für die visuelle Gestaltung], Barcelona: Gustavo Gili, 1982, 174 pp.
- Gerhard Schmidt, “Descripción de las miniaturas”, en: AA. VV., La Biblia miniada del Rey Wenceslao, Madrid: Casariego, 1990, pp. 95-146.
- Margit Raders, Introducción a La pequeña ciudad [Die kleine Stadt], Madrid: Cátedra, 1990, pp. 7-162.
- Franz Unterkircher, Comentarios a El Libro de oraciones de Jacobo IV de Escocia y de su esposa Margarita Tudor, Madrid: Casariego, 1997, 74 pp.
- Willibrord Neumüller, El ‘Speculum Humanae salvationis’. Codex cremifanensis del monasterio benedictino de Kremsmünster, Madrid: Casariego, 1998, 78 pp.
- Alfonso de Toro, De las similitudes y diferencias. Honor y drama de los siglos XVI y XVII en Italia y España [Von den Ähnlichkeiten und Differenzen. Ehre und Drama des 16. und 17. Jahrhuderts in Italien und Spanien], Frankfurt: Vervuert, 1998, 685 pp.
- Katharina Hranitzky, Las más bellas miniaturas de la Biblia de Wenceslao [Die schönsten Miniaturen der Wenzelbibel], Madrid: Casariego, 1999, 72 pp.
- Hans-Georg Gadamer, ¿Acceso fenomenológico y semántico a Celan? [Phänomenologischer und semantischer Zugang zu Celan?], Archipiélago 37/1999, pp. 37-43.
- Carl Gustav Jung, Freud y el psicoanálisis [Freud und die Psychoanalyse], vol. IV de las Obras Completas de C. G. Jung, Madrid: Trotta, 2000, 344 pp.
- Ferdinand Hutz, Biblia popular de Vorau [Vorauer Volksbibel], Madrid: Casariego, 2000, 78 pp.
- Bernhard Schlink y Walter Popp, La justicia de Selb [Selbs Justiz], Barcelona: Anagrama, 2003, 319 pp.
- Hans Magnus Enzensberger, Siete ensayos de Los elixires de la ciencia [Die Elixiere der Wissenschaft], Barcelona: Anagrama, 2003, 118 pp.
- Bernhard Schlink, El engaño de Selb [Selbs Betrug], Barcelona: Anagrama, 2004, 326 pp.
- (En colaboración con Margit Raders): “Baal Babilonia de Fernando Arrabal. El enfant terrible del teatro francés de posguerra como magistral narrador español”, en Harald Wentzlaff-Eggebert, Del placer y del esfuerzo de la lectura. Interpretaciones de la literatura española e hispanoamericana, Frankfurt: Vervuert, 2006, pp. 279-312.